# A Breath of Fresh Air
A Breath of Fresh Air este al doilea album al formației M.S., al cărei lider este bateristul Doru Istudor. Spre deosebire de materialul precedent, acest disc reprezintă un pas înainte pentru trupă, prin sound-ul mai agresiv și îmbunătățit, dar și prin faptul că alături de elementele clasice de heavy metal sunt exploatate și își fac simțită prezența din plin diverse influențe ale metalului modern, cu rădăcini din anii ’90 până la momentul apariției acestui album. Materialul pentru discul de față a fost înregistrat și mixat la studioul Luxor Sound al lui Mihai Breazu. A Breath of Fresh Air conține 10 piese cu versuri în limba engleză și o piesă bonus, cu versuri în limba română. Este vorba despre „30 de arginți” (dedicată lui Corneliu Zelea Codreanu), melodie ce face notă discordantă față de restul pieselor. Aceasta este ultima compoziție a lui Istudor din perioada sa la Voltaj, neterminată la momentul respectiv. Albumul a fost lansat în data de 4 martie 2006, sub egida Luxor Records, fiind produs de Doru Istudor.

## Piese
1. Air Raid
2. Vote Human Ape
3. Intrusion
4. Endless Road
5. All About George
6. 3 Minutes for Villa
7. Dreams of Fear
8. Dictator
9. The Producer
10. Behind the Stone
11. 30 de arginți (30 Pieces of Silver) (bonus track)

Muzică și versuri: Doru Istudor (1, 3, 7, 8, 11); George Costinescu (2, 4); Sandu Costică (5, 6); George Pătrănoiu (9, 10)

## Personal
- Sandu Costică „Damigeană” – vocal (1-11), chitară armonie (5)
- Cristian Luca – chitară solo și armonie (3, 6, 7, 8), chitară armonie (11)
- Dan Hîmpă – chitară solo și armonie (3, 6, 7, 8)
- George Pătrănoiu – chitară solo și armonie (1, 2, 4, 9, 10)
- Cristi „Porta” Marinescu – chitară solo (5, 11)
- George Costinescu – bas, voce adițională
- Doru Istudor „M.S.” – baterie, voce adițională

Înregistrări muzicale și mixaje: Mihai Breazu, Doru Istudor & M.S. (Luxor Sound, București)

Inginer de sunet: Mihai Breazu

Grafică: Marius Roșiu (după o idee de Doru Istudor)

Producător: Doru Istudor.